# Disa karooica
Disa karooica är en orkidéart som beskrevs av S.D.Johnson och Hans Peter Linder. Disa karooica ingår i släktet Disa och familjen orkidéer. Inga underarter finns listade i Catalogue of Life.